# Louis-Godefroi d'Estrades (1695-1769)
Pour les articles homonymes, voir D'Estrades.
Le marquis Louis-Godefroi d'Estrades est un noble français, né le 19 février 1695 et mort à Paris le 2 mars 1769. Il succède à son père comme maire perpétuel de Bordeaux en août 1717 et occupe cette charge jusqu'à sa mort.

## Biographie
Louis-Godefroi d'Estrades est le fils aîné du comte Louis-Godefroi d'Estrades et de son épouse Charlotte Le Normand-du-Fort.
Il combat aux côtés de son père en Flandre et en Hongrie. 
Il hérite les titres et charges accordés à sa famille à la mort de son père, et notamment celle de maire perpétuel de Bordeaux. 
En 1753 il rend public son mariage, longtemps tenu secret, avec une demoiselle de Richemont. Le couple s'éteint sans enfant, mettant fin à 115 ans de transmission héréditaire de la charge de maire de Bordeaux : c'est le vicomte Louis de Noé qui est nommé après lui. 